# Chronologie de La Rochelle
| Présentation chronologique, par date, d'évènements historiques marquants dans l'histoire de la ville de La Rochelle en France dans le département de la Charente-Maritime en région Poitou-Charentes. |

## Antiquité
- Du Ier au IVe siècle, les environs de La Rochelle sont le centre d'un vaste domaine agricole romain, et de luxueuses villas romaines exploitent de vastes marais salants, des vignobles et les ressources de la baie de La Rochelle. Tous les promontoires de la côte d’Aunis sont habités à l’époque gallo-romaine.

## Moyen Âge

### Haut Moyen Âge
- Un petit hameau appelé Cougnes, dont l’origine reste imprécise, est le quartier le plus ancien connu de la cité de La Rochelle.

### IXesiècle
- IXe siècle : fondation de la cité Rupella (signifiant « petite roche », et qui deviendra « La Rochelle »), à la suite de l'extension de Cougnes.

### Xesiècle
- 961 : Guillaume d’Aquitaine octroie à La Rochelle une charte concernant le droit d’ancrage et de lestage des navires.

### XIIesiècle
- 1130 : édification d'une première enceinte de défense par Guillaume X, duc d’Aquitaine.
- 1137 : Guillaume X affranchit la ville des tutelles féodales et fait de son Port un port libre. Le port de La Rochelle devient un port Templier.

Aliénor d’Aquitaine, fille de Guillaume X, épouse le futur roi de France Louis VII, qui monte sur le trône cette même année. La Rochelle devient donc alliée du royaume de France, tout en restant rattachée au duché d’Aquitaine.
- 1152 : Après l’annulation de son mariage avec Louis VII, Aliénor épouse Henri d’Anjou, futur roi Henri II d'Angleterre.
- 1154 : Henri II est couronné roi, La Rochelle devient une province anglaise.
- 1160 à 1170 : édification d'une nouvelle enceinte de protection autour de la ville et du château de Vauclair.
- 1196 : l’armateur rochelais Alexandre Aufrédy envoie l'intégralité de sa flotte commerciale à l’aventure vers les côtes africaines, chargés de sel et de vin.
- 1199 : renouvellement de la charte communale par Aliénor d’Aquitaine, qui concède également à la ville des exonérations de taxes royales et que des pouvoirs politiques et judiciaires étendus. La ville est administrée par 24 échevins et 75 pairs qui élisent le premier maire de l’Histoire de France en la personne de Guillaume de Montmirail.

### XIIIesiècle
- 1203 : retour inespéré de la flotte commerciale d’Alexandre Aufrédy qui le sauve de la misère.
- 1214 : Jean d'Angleterre, espérant prendre à revers Philippe II de France, débarque à La Rochelle le 16 février. Il gagne rapidement des partisans parmi les barons du Limousin et dans le Poitou, et en mai 1214, il remonte jusqu'à la vallée de la Loire et prend Angers. Philippe confie au prince Louis la riposte à la tête d'une armée de 800 chevaliers. Ce dernier assiège immédiatement la forteresse de la Roche-aux-Moines. Jean prend peur et s'enfuit sans combattre le 2 juillet.
- 1215 : établissement d'un atelier monétaire royal à La Rochelle.
- 1219 : Siège de La Rochelle par Philippe Auguste, pendant la croisade contre les Albigeois[1] pour secourir Simon comte de Montfort.
- 4 décembre 1222 : Henri III d’Angleterre édicte une charte prescrivant aux Rochelais d’établir un port dans l’ouest de la ville et de la fortifier.
- 8 avril 1223 : ses directives n'ayant pas été suivies, Henri III ordonne de commencer les travaux.
- 15 juillet 1224 : Mathieu II de Montmorency entame le siège de La Rochelle sur ordre du roi Louis VIII.
- 3 août 1224 : La Rochelle est libérée de la domination anglaise et revient alors sous la couronne de France. Bordeaux prend la prédominance du commerce du vin avec l’Angleterre.
- 1241 : Henri III débarque à La Rochelle à la tête de son armée. Il est vaincu par Louis IX.
- 7 avril 1243 : Henri III cède l’île de Ré à la couronne de France.

### XIVesiècle
- 1338 : La Rochelle bénéficie de lettres de sauvegarde l’autorisant à trafiquer librement avec toutes les possessions anglaises malgré la guerre entre les deux Couronnes.
- 1360 : La Rochelle redevient une province anglaise à la suite de la signature du traité de Brétigny.
- 22 juin 1372 : la bataille de La Rochelle marque le début du siège de La Rochelle.
- 15 août 1372 : les Rochelais chassent la garnison anglaise de leur ville grâce à une ruse du maire Jean Chaudrier.
- 23 août 1372 : La Rochelle accepte de revenir dans le royaume de France après que le roi Charles V ait confirmé ses privilèges. Début de la destruction du château Vauclair, dont les pierres servent à édifier la muraille du Gabut.
- 8 janvier 1373 : Charles V confère un droit de noblesse héréditaire pour le maire, ses échevins et leurs successeurs, et crée également le gouvernement d'Aunis, distinct de la Saintonge.
- 1375 : Fin des travaux de destruction partiel du Château Vauclair.
- 1376 : la tour Saint-Nicolas, destinée à défendre la passe du port, est achevée.
- 1384 : la tour de la Chaîne, édifiée sur l’autre rive, est achevée. L’accès au port est fermé au besoin par une imposante chaîne tendue entre les deux tours.

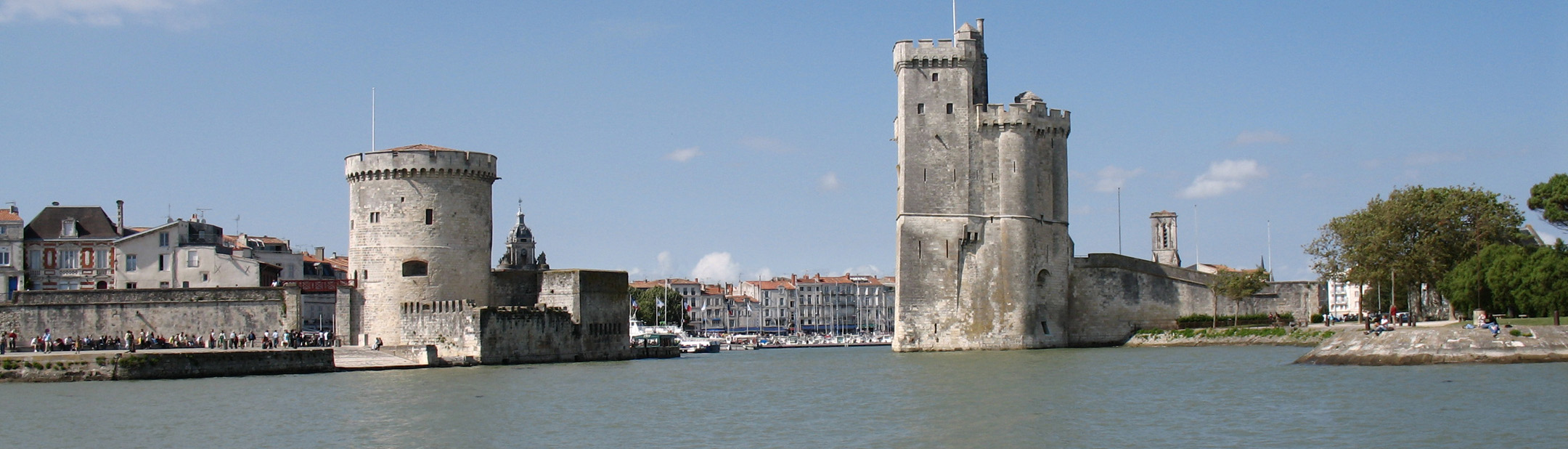
La tour de la Chaîne et la tour Saint-Nicolas

### XVesiècle
- 1422 : Le Dauphin Charles, futur Charles VII échappe miraculeusement à la mort lors de l’effondrement de la charpente d’une maison où se tient une réunion.
- 1468 : achèvement de la construction de la tour de la Lanterne.

- 1472 : le roi Louis XI confirma, par ses lettres patentes, les privilèges de la ville, en supposant la mort du duc de Guyenne, son frère[2].

## Époque moderne

### XVIesiècle
Dès le début du XVIe siècle, les marchands rochelais rivalisèrent avec les marins bretons, basques et normands qui les avaient précédés, depuis la seconde moitié du XVe siècle, dans les pêcheries sur les bancs de morues de Terre-Neuve. Les armateurs rochelais s’intéressèrent aux entreprises de colonisation canadienne. De nombreux navires partaient chaque année du port de La Rochelle pour les bancs de Terre-Neuve, l’Acadie et le Canada. cette activité de pêcherie entraîna l’installation de petits comptoirs le long du St-Laurent.
- 1530 : suppression du Corps de Ville, de la mairie élective et réduction du nombre d'échevins par Charles Chabot, seigneur de Jarnac et gouverneur de La Rochelle, qui œuvre à anéantir les privilèges de la ville.
- 1er avril 1536 : Charles Chabot s’attribue un mandat de maire perpétuel. Des émeutes éclatent, réprimées par la violence et des exécutions publiques.
- 22 août 1537 : une tempête d’une ampleur encore jamais vu ravage la côte et submerge l’île de Ré.
- 12 avril 1541 : extension de l’impôt de la gabelle à La Rochelle qui en était jusque-là exemptée par ses privilèges.
- 1542 : de nouveaux troubles et émeutes éclatent, la population, se soulève et chasse Charles Chabot et sa garnison de la ville.
- 30 décembre 1542 : arrivée de François Ier.
- 1er janvier 1543 : François Ier rencontre les notables rochelais et pardonne finalement la ville en la maintenant dans ses privilèges.
- 14 septembre 1565 : Charles IX fait son entrée dans la ville, à l'occasion de son tour de France royal, et reçoit un accueil hostile de la part des habitants. En représailles, il réduit le Corps de Ville, destitue les officiers, et confie la ville au gouverneur Charles Chabot, précédemment chassé.
- 1568 : le maire protestant François Pontard, nommé par Charles Chabot, soulève la ville contre les catholiques. Les églises sont détruites et 13 prêtres sont arrêtés, égorgés et jetés à la mer du haut de la tour de la Lanterne. La Rochelle se proclame république indépendante et calviniste, en adoptant officiellement les idées réformistes et en rejoignant le parti protestant.
- 27 mars 1568 : publication à La Rochelle de la paix de Longjumeau, signée entre Charles IX et le prince de Condé le 23 mars 1568. Le gouverneur Chabot de Jarnac quitte la ville, furieux que le roi ait rendu la mairie de nouveau élective.
- Novembre 1568 : arrivée de Jeanne d'Albret avec son fils, Henri de Navarre.
- 5 août 1570 : à la suite de la signature de paix de Saint-Germain-en-Laye, La Rochelle est l'une des quatre places fortes protestantes et devient le « Boulevard de la Réforme ». Tenue du second synode protestant, présidé par Théodore de Bèze, au cours duquel le texte fondateur de l’Église réformée de France est rédigé.
- Août 1571 : Jeanne d’Albret quitte La Rochelle pour revenir sur ses terres.
- Août 1572 : à la suite du massacre de la Saint-Barthélemy, François de La Noue est chargé par le roi Charles IX d'une mission de conciliation entre les habitants de La Rochelle et le pouvoir royal. Les rochelais ulcérés refusent toute négociation, et François de la Noue démissionne de ses engagements royaux pour organiser la défense de la ville.
- Novembre 1572 : La Rochelle refuse de recevoir le gouverneur royal Armand de Gontaut-Biron et sa garnison.
- 2 février 1573 : le duc d'Anjou, frère du roi et futur Henri III, incite François de La Noue à se rendre dans des conditions favorables, tout en exigeant une reddition sous trois jours. Les rochelais refusent et accusent François de la Noue de traîtrise. Ce dernier quitte la ville pour assister en tant que spectateur à la suite des évènements.
- 11 février 1573 : début siège de La Rochelle.
- 24 juin 1573 : signature de la paix de La Rochelle et abandon du siège à la suite d'une écrasante victoire rochelaise.
- 1574 à 1578 : François de La Noue exerce la fonction de général de La Rochelle.
- 1585 : la ville est frappée par une épidémie de peste qui ravage le continent européen.
- 1590 : édification d'une nouvelle enceinte plus fortifiée que la précédente et baptisée « enceinte huguenote » ou « enceinte Henri IV ».
- 1596 à 1612 : édification de six grands bastion royaux.
- 30 avril 1598 :  L’édit de Nantes est un édit de tolérance promulgué le 30 avril 1598 par le roi de France Henri IV.  Cet édit accordait notamment des droits de culte, des droits civils et des droits politiques aux protestants dans certaines parties du royaume et leur concédait, dans des annexes appelées « brevets », un certain nombre de lieux de refuge (dont environ 60 places de sûretés) et une indemnité annuelle à verser par les finances royales. La promulgation de cet édit mettait fin aux guerres de Religion qui avaient ravagé le royaume de France depuis 1562.

### XVIIesiècle
- du 7 au 8 septembre 1601 : une importante vague de froid gèle les vignes sur pieds et fait perdre plus de la moitié de la récolte.
- 1602 et 1604 : la population rochelaise est décimée par de nouvelles épidémies de peste.
- 10 juin 1604 : un orage de grêle bombarde La Rochelle de grêlons gros comme le poing.
- 11 octobre 1606 : un violent séisme est attesté jusqu'à la Rochelle[4].
- 29 mars 1614 : le Corps de Ville entérine une charte dont les 29 articles édifient l’administration de la ville. Les Rochelais s’insurgent contre Jean Louis de Nogaret de La Valette, duc d'Épernon, et représentant du roi.
- Mai 1621 : La Rochelle proclame son indépendance, et la constitution d’un « État protestant » est établie.
- Juin 1621 : le roi Louis XIII confie au duc d’Épernon le soin d’investir la ville.
- 6 octobre 1621 : à la tête d’une flotte de 22 navires, Jean Guiton défait les 40 navires royalistes, commandés par Isaac de Razilly, et venus faire le blocus de la ville.
- 9 octobre 1621 : Isaac de Razilly reçoit 5 navires en renfort du gouverneur de Brouage, mais essuie un nouvel échec, et est chassé des eaux rochelaises.
- 6 novembre 1621 : la flotte rochelaise défait la flotte royaliste à Brouage, capturant deux navires royalistes.
- Octobre 1622 : duc de Guise emmène une flotte largement supérieure en nombre et en armement à l’encontre de la flotte rochelaise. Les combats sont furieux, et durent plusieurs jours, durant lesquels la flotte rochelaise montre sa supériorité. Mais surpassée par le nombre et l’armement des navires adverses, la flotte rochelaise est gravement endommagée et affaiblie.
- 18 octobre 1622 : la signature de la paix de Montpellier, alors même que la flotte rochelaise était sur le point d'être finalement défaite, entraîne la fin du siège. La ville est qualifiée de « ville imprenable ».
- 1er décembre 1625 : Richelieu lance la construction d’une circonvallation de 12 kilomètres autour de La Rochelle, armée de 11 forts et 18 redoutes, dont le Fort-Louis et le Fort de Marillac, placés de part et d’autre de la baie de La Rochelle.
- 5 février 1626 : signature de la paix de La Rochelle, qui renouvelle la paix de Montpellier.
- 1627 : le cardinal de Richelieu, qui entend bien soumettre la ville et retirer au parti huguenot ses privilèges, refuse d’honorer les engagements royaux et accroît la pression sur la ville.
- 27 juin 1627 : l’amiral George Villiers de Buckingham appareille de Portsmouth à la tête d’une flotte qui compte près de 110 vaisseaux et 16 000 hommes, avec l’intention de faire respecter par le roi de France ses engagements. Richelieu se saisit du prétexte pour déployer 20 000 hommes autour de la ville et faire fortifier les îles de Ré et Oléron.
- 10 septembre 1627 : les Rochelais découvrent que les troupes royales sont en train de creuser des tranchées jusqu’aux fortifications de la ville et les accueillent à coups de canons. Les artilleurs du Fort-Louis répliquent, marquant le début du Grand Siège de La Rochelle.
- 17 novembre 1627 : après avoir été chassée de l'île de Ré, la flotte anglaise est défaite en mer par la flotte française commandée par l’amiral italien Marino Torre, et le duc de Buckingham rentre sans gloire en Angleterre. Le roi nomme le cardinal de Richelieu lieutenant général des armées, et lui octroie les pleins pouvoirs pour mener à son terme le siège de La Rochelle.
- 28 novembre 1627 : construction de la digue de Richelieu, pour fermer le chenal du port de La Rochelle.
- 28 septembre 1628 : arrivée dans le pertuis Rochelais d'une nouvelle flotte anglaise d’une centaine de vaisseaux, commandée par le comte de Lindsey.
- 1er octobre 1628 : la flotte anglaise engage la flotte royale française à plusieurs reprises et durant plusieurs jours.
- 5 octobre 1628 : le comte de Lindsey engage des pourparlers avec Richelieu et négocie un sauf-conduit pour Lord Montaigu.
- 28 octobre 1628 : la ville affamée capitule de manière inconditionnelle, sur les 28 000 habitants que comptait la ville avant le siège, il ne reste plus que 5 500 survivants.
- 30 octobre 1628 : Richelieu entre dans La Rochelle, et fait enterrer les morts.
- 1er novembre 1628 : Louis XIII arrive à La Rochelle et est ému par l’état lamentable des rochelais.
- 4 novembre 1628 : la flotte anglaise lève enfin les voiles et apporte la nouvelle en Angleterre.
- 7 novembre 1628 : une forte tempête ravage la côte et détruit la digue de Richelieu en plusieurs endroits.
- 28 juin 1629 : la paix d’Alès s'impose à La Rochelle, la mairie est supprimée, la ville perd ses privilèges, et le roi ordonne la destruction de toutes les fortifications, à l’exception des tours et remparts du front de mer.
- Années 1630 : la ville inaugure des relations régulières avec la Nouvelle-France (Canada et Antilles).
- 4 mai 1648 : transfert du siège épiscopal de Maillezais à La Rochelle et création de l’évêché de La Rochelle.
- 1649 : Louis de Foucault de Saint-Germain Beaupré, gouverneur royal de l’Aunis se range du côté des frondeurs et fait fortifier les tours.
- 1651 : Louis de Foucault de Saint-Germain Beaupré s'enfuit rejoindre le prince de Condé à Bordeaux à l'arrivée des troupes du roi Louis XIV menées par Henri de Lorraine, comte d’Harcourt. Louis de Madaillan, comte d'Estissac, ouvre le feu au canon sur les tours et les fait miner pour en déloger les troupes rochelaises qui s'y étaient réfugié.
- 29 novembre 1651 : les troupes rochelaises se rendent.
- 1666 : à la suite de la création par Colbert de l'arsenal de Rochefort, La Rochelle devient port de commerce uniquement : nouvel essor de la ville avec le commerce triangulaire (Antilles, Indes, Cayenne & Canada).
- 1685 : révocation de l’édit de Nantes par Louis XIV, entraînant l’émigration de nombreux Huguenots, dont plus de la moitié du trafic colonial vers la Nouvelle-France passera par le port de La Rochelle entre les XVIIe et XVIIIe siècles.
- 1694 : le commerce de fourrures du Canada et de sucre des Antilles s’épanouit, et le rayonnement artistique de La Rochelle s’intensifie.

### XVIIIesiècle
- 5 février 1718 : Philippe, duc d’Orléans, régent sous Louis XV, rend la mairie de La Rochelle de nouveau élective et la compose d’un maire.
- 1719 : ouverture de la Chambre de commerce et d'industrie de La Rochelle.
- 1763 : diminution importante des échanges avec la Nouvelle-France en raison de la signature du traité de Paris, qui attribue définitivement le Canada à la Grande-Bretagne, victorieuse de la guerre de Sept Ans.
- 1784 : consécration de la cathédrale Saint-Louis après plus d'un siècle de construction.
- 1778 à 1808 : élargissement de l’entrée du port de La Rochelle par la destruction de la petite tour de la Chaîne et construction d’un bassin à flot intérieur.

## Époque contemporaine

### XIXesiècle
- 1800 : population : 17 000 habitants.
- 1807 à 1862 : construction d'un bassin extérieur.
- 1796 à 1802 : à la suite de la reprise de la guerre de la course en 1793, le port de La Rochelle arme une douzaine de corsaires.
- 6 août 1808 : l’empereur Napoléon Bonaparte visite la ville qui fait tirer des coups de canon en son honneur.
- 19 mai 1810 : Napoléon signe un décret transférant la préfecture de Saintes à La Rochelle.
- 1er juillet 1810 : transfert la préfecture de Saintes à La Rochelle.
- 19 mars 1822 : arrestation des quatre sergents de La Rochelle, accusés de Charbonnerie, et détenus dans la tour de la Lanterne.
- 5 septembre 1822 : jugement sommaire et condamnation à mort des Quatre sergents.
- 21 septembre 1822 : les Quatre sergents sont guillotinés en place de Grève à Paris. Leur exécution provoque l’émoi de l’opinion publique qui les considère comme des « martyrs de la liberté ». En hommage, la tour de la Lanterne prend alors le surnom de « tour des Quatre Sergents ».
- 1832 : création du Museum d'histoire naturelle.
- 1845 : création du Musée des Beaux-Arts.
- 6 septembre 1857 : arrivée du chemin de fer à La Rochelle grâce à la Compagnie du Chemin de fer de Paris à Orléans et inauguration d’une ligne venant de Poitiers et d’une gare en impasse dénommée « La Rochelle-PO ».
- 21 mai 1858 : la commune de La Rochelle absorbe une partie de celle de Saint-Maurice et une partie de celle de Cognehors, toutes deux communes supprimées dont les territoires sont répartis entre plusieurs communes. La Rochelle absorbe également une section de la commune d’Aytré et une de la commune de Périgny. De nouvelles limites sont fixées entre La Rochelle, Dompierre et Lagord.
- 14 février 1864 : expérimentation dans le bassin à flot du port de La Rochelle du Plongeur, premier sous-marin motorisé au monde.
- 15 juin 1867 : Jean Guiton inaugure la desserte de l’île de Ré au départ de La Rochelle et la naissance de la compagnie maritime Delmas, qui naît à cette occasion.
- 1870 : la nécessité de construire un nouveau port se fait ressentir.
- 17 juin 1872 : inauguration d'une nouvelle gare par la Compagnie des Charentes et d'une ligne vers La Roche-sur-Yon.
- 29 décembre 1873 : inauguration d'une ligne directe vers Rochefort
- 12 août 1875 : inauguration de lignes vers Coutras et Limoges par Angoulême.
- 1875 : mise en service du canal de Marans, creusé de 1806 à 1883. Il est connecté à La Rochelle en 1888.
- 12 janvier 1878 : rachat de la Compagnie des Charentes, lors de sa faillite, par l’État et inauguration d'un nouvel embarcadère « La Rochelle Ville ». Développement de l’axe Nantes - Bordeaux.
- 27 décembre 1880 : la commune de La Rochelle absorbe celle de Laleu
- 1881 : début des travaux de construction du port de La Pallice, sous la direction de l’ingénieur Bouquet de la Grye.
- 1890 : inauguration du port de La Pallice par Sadi Carnot, président de la République française.
- 1891 : mise en service du port de La Pallice et inauguration d'une liaison avec la gare ferroviaire. Ouverture du parc Charruyer.
- 1895 : la ville compte 28 000 habitants.
- 1896 : mise en place d'un service de trains directs spéciaux, reliant Paris à La Rochelle et au port de La Pallice, lors des escales de paquebots.
- 1898 : création du club de rugby du Stade Rochelais.
- 1899 : mise en place d'un service de correspondance avec l’île de Ré, par navettes depuis La Rochelle

### XXesiècle

#### 1900-1945
- 1900 : le Café de la Paix ouvre ses portes.
- 1901 : inauguration d'un embarcadère affecté au service de correspondance avec l'île de Ré.
- 24 mars 1906 : en raison de l'important accroissement du trafic ferroviaire, la construction d’un nouveau bâtiment voyageur est déclarée d’utilité publique.
- 1909 : début de la construction d'une nouvelle gare à la place de l’embarcadère, sur les plans de l’architecte Pierre Esquié.
- 16 avril 1911 : premier meeting aérien à La Rochelle.
- 1914 à 1918 : la ville, épargnée par les combats de la Première Guerre mondiale, sert de base arrière aux alliés qui vont la moderniser
- 1er mai 1916 : une importante usine de mélinite de La Pallice, qui assurait 15 % de la production française, explose et provoque d’importants dégâts alentour, tuant 176 personnes et blessant 138 autres.
- 1917 : installation d'une usine de construction ferroviaire par le génie américain.
- Fin des années 1920 : établissement d'une liaison sanitaire aérienne à partir de La Rochelle.
- 1919 : reprise du chantier de la gare ferroviaire, interrompu par la guerre.
- 19 novembre 1922 : inauguration de la nouvelle gare par le ministre des transports de l'époque.
- 1926 : ouverture du stade Marcel Deflandre.
- 1930 : le Conseil général adopte un projet de bac transbordeur et le port de La Pallice et fait construire un môle d’escale en mer.
- 28 janvier 1932 : la Chambre de commerce et d’industrie envisage la création d'un aéroport à La Rochelle en complément au môle d'escale.
- 1933 : création d'un aéro-club et mise à disposition du terrain militaire de Lagord pour les activités aériennes.
- 1934 : La Rochelle accueille la course des Trois Sports. Les concurrents doivent traverser le chenal à la nage (200 m), se rendre au parc de Laleu à bicyclette (10 km), et effectuer trois tours de piste du stade André-Barbeau en courant (1 200 m).
- 1934 : aménagement du terrain et construction d'un hangar de 400 m2. Une école de pilotage est ouverte.
- 18 juillet 1938 : une décision ministérielle autorise la création de l’aérodrome.
- 1939 : le môle d’escale en mer de La Pallice est achevé.
- août 1939 : l’aéroport est terminé et sert alors de lieu de formation pour les pilotes.
- Dès le début de la Seconde Guerre mondiale, des bombardiers de la Luftwaffe larguent des mines magnétiques à l'entrée du port de La Pallice.
- mai 1940 : de nombreux réfugiés de l'exode, venant principalement d'Alsace, de Lorraine et de Belgique, affluent sur la ville, dans l'espoir de pouvoir embarquer à bord de navires pour l'étranger.
- 22 juin 1940 : à la suite de la signature de la convention d'armistice franco-allemande, les Rochelais sabotent ou détruisent de nombreuses installations afin qu'elles ne tombent pas aux mains de l'occupant, et incendient les réserves de pétrole et de carburant.
- 23 juin 1940 : l'armée allemande prend possession de La Rochelle. Léonce Vieljeux, maire de La Rochelle et membre du réseau de résistance Alliance, s'oppose systématiquement à l'affichage de la propagande nazie.
- 7 septembre 1940 : Pierre Roche, premier « martyr de la résistance », est fusillé.
- 22 septembre 1940 : Léonce Vieljeux est destitué de ses fonctions de maire.
- 1941 : Léonce Vieljeux est expulsé de la ville. Dans le contexte du Mur de l'Atlantique, l’armée allemande fait construire de nombreux blockhaus sur tout le littoral, ainsi qu’une immense base sous-marine au port de commerce de La Pallice, sous le commandement du konteradmiral Waldemar Kober.
- Juillet 1941, une filière d'évasion montée par le commandant Pierre-Georges Fillot est malmenée en raison d'une dénonciation. Une antenne du Comité d'action socialiste clandestin est montée par le député Edmond Grasset, chef départemental du réseau Libération-Nord.
- 19 novembre 1941 : la base sous-marine encore inachevée mais déjà fonctionnelle accueille les 109 U-boots de la 3. Unterseebootsflottille, placée sous le commandement du Kapitänleutnant Herbert Schultze.
- 28 février 1942 : un représentant sur La Rochelle de la CND-Castille transmet le plan de la base sous-marine.
- Mars 1942 : la 3. Unterseebootsflottille est placée sous le commandement du kapitänleutnant Heinz von Reiche.
- Juin 1942 : la 3. Unterseebootsflottille est placée sous le commandement du korvettenkapitän Richard Zapp (en).
- Juillet 1942 : une vedette est sabotée et coulée à quai.
- À partir de septembre 1942, le réseau Alliance, qui dispose de plus d'une centaine de membres dans la ville, transmet à Londres tous les mouvements du port de La Pallice.
- 1943 : achèvement des travaux de construction de la base sous-marine.
- En Mai 1943, le torpilleur Lux est saboté et saute aux essais, tuant 200 Allemands.
- Août 1943 : Alliance informe du départ de cinq sous-marins, ce qui permet à la Royal Air Force de les couler dans le golfe de Gascogne.
- 30 septembre 1943 : les résistants Paul Manauthon, Émile-Louis Tixier et Jean Matifas sont encerclés par les polices française et allemande lors d'une réunion au no 187 avenue Jean-Guiton. Le premier est mortellement touché par une rafale de mitraillette, le deuxième est arrêté, condamné à mort et exécuté et le troisième est déporté[5].
- En Janvier 1944, un sous-marin est incendié dans son box.
- Le 11 février 1944, le generalfeldmarschall Erwin Rommel, nommé responsable du Mur de l'Atlantique, inspecte la base sous-marine
- En Février 1944, les ouvriers des chantiers navals refusent de travailler, obligeant l'armée allemande à investir l'usine.
- Début d'année 1944 : Léonce Vieljeux est arrêté par la Gestapo et est interné à Lafond, puis transféré à Poitiers puis à Fresnes.
- 1er mai 1944 : Léonce Vieljeux est emmené et placé et détention à Schirmeck près de Strasbourg.
- 7 juin 1944 : le sous-marin U-212 est attaqué par deux De Havilland Mosquito de la RAF qui avaient été informés de son départ par le réseau France Alerte.
- 28 juin 1944 : des pylônes électriques sont sabotés, ce qui a pour effet de couper le courant sur toute la base et les usines.
- Dans la nuit du 1er septembre 1944 au 2 septembre 1944 : Léonce Vieljeux est déporté au camp de concentration de Struthof, où il est exécuté d'une balle dans la nuque en même temps que 300 hommes et 92 femmes, à l'âge de 80 ans.
- 20 août 1944 : la 3e flottille de U-boots est transférée en Norvège. Le vizeadmiral Ernst Schirlitz est affecté au commandement de la défense de la poche de La Rochelle.
- octobre 1944 : le commandant Edgard de Larminat charge le capitaine de vaisseau Hubert Meyer de négocier avec le vizeadmiral Ernst Schirlitz pour obtenir une reddition pacifique et éviter la destruction de la ville.
- 18 octobre 1944 : un accord sur l'honneur officieux est passé entre Ernst Schirlitz et Hubert Meyer. Les Français s'engagent à ne pas franchir un fossé antichar autour duquel les alliés viennent d'installer un dispositif d'encerclement, et à ne pas demander l'intervention aérienne des alliés, et en contrepartie l'état-major allemand s'engage à ne pas détruire les infrastructures du port, et à ne pas aménager un no man's land
- 15 décembre 1944 : le konteradmiral Waldemar Kober quitte La Rochelle. Erwin de Terra prend alors le commandement du port, tandis que le kapitän zur See Walter Türke prend celui de la base sous-marine.
- 10 février 1945 : l'accord officieux est déclaré caduc, et le port et ses infrastructures sont minés par 60 tonnes d'explosifs.
- 7 mai 1945 : capitulation du Reich à Reims. Le vizeadmiral Schirlitz ordonne au lieutenant commander Erwin de Terra de faire sauter le port. Ce dernier se déclare dans l'impossibilité de le faire, refusant d'exécuter l'ordre, et annonce avoir volontairement saboté les dispositifs de mise à feu.
- 8 mai 1945 : proclamation officielle de l'armistice. Le vizeadmiral Schirlitz n'accepte finalement de se rendre qu'à minuit.
- 9 mai 1945 : signature de l'acte de capitulation dans le poste de commandement de Lagord.

#### 1946-2000
- 1946 : La ville compte 49 000 habitants. L’aéroport prend son essor, avec la mise en service de lignes d’avions-taxis vers Bordeaux, Lyon, Nantes et Paris.
- 8 janvier 1957 : la SNCF met en service au dépôt de La Rochelle les premières locomotives diesel-électriques de la série des CC 65000, destinées à remplacer la locomotive à vapeur. Elles sont employées sur les lignes La Rochelle-Poitiers et Nantes-Bordeaux.
- 1961 : l'aéroport est équipé d’une piste en dur.
- 1962 : arrêt de l'exploitation des trains directs spéciaux, reliant Paris à La Rochelle et au port de La Pallice.
- 1966 : l'aéroport est doté d’une aérogare.
- 1967 : premières liaisons aériennes régulières vers Paris.
- 14 mars 1971 : Lors du premier tour des élections municipales, La Rochelle bascule à gauche. C'est la liste menée par Michel Crépeau qui l'emporte.
- Par arrêtés préfectoraux du 26 février 1975 et du 30 décembre 1975, une portion de la commune de Périgny est rattachée à la commune de La Rochelle.
- 1972 : construction du port de plaisance des Minimes.
- 1973 : création du Festival international du film. Construction du Parc des Expositions.
- 1974 : mise en service des Vélos Jaunes, 1er service gratuit de vélos en libre service en France.
- 1975 : La Rochelle compte 80 000 habitants.
- 13 mars 1977 : Dans un contexte national très favorable à la gauche, Michel Crépeau est confortablement réélu maire de La Rochelle au premier tour avec 66,2 % des voix.
- 19 mars 1978 : Michel Crépeau est réélu député avec 57,8 % des voix contre le candidat du RPR, Jean Harel. Aménagement du quartier et de la plage des Minimes.
- Années 1980 : l'économie rochelaise est sinistrée par les conséquences du deuxième choc pétrolier.
- 21 juin 1981 : Michel Crépeau profite à plein de la vague rose, il est réélu député face au candidat du CDS, François Blaizot, avec 65,4 % des voix.
- 1981 : création du Secteur Sauvegardé.
- 1982 : ouverture du Musée du Nouveau Monde, et de la salle de spectacles de La Coursive, dans l'ancien marché aux poissons.
- 6 mars 1983 : Pour la troisième fois consécutive, la gauche est reconduite à La Rochelle. Dès le premier tour, la liste de Michel Crépeau défait celle d'union de la droite menée par Jean Harel avec 56,0 % des voix.
- 1984 : première édition du festival des Francofolies.
- Avril 1985 : mise à l'eau de l’Alcyone, navire océanographique expérimental conçu par le commandant Cousteau et utilisé en conjonction avec la Calypso pour les travaux océanographiques de l'équipe Cousteau.
- 1988 : inauguration de l'Aquarium de La Rochelle et du Musée Maritime.
- 19 mai 1988 : ouverture du Pont de l'île de Ré.
- 12 juin 1988 : Avec 56,0 % des voix, Michel Crépeau devient député de la première circonscription de la Charente-Maritime, issue du redécoupage fait par le ministre de l'intérieur, Charles Pasqua. Il défait au second tour le candidat RPR, Jean Harel.
- 12 mars 1989 : La liste d'union de la gauche menée Michel Crépeau remporte les élections municipales dès le premier tour avec 50,9 % des voix.
- 1991 : première édition du Marathon de La Rochelle.
- 20 janvier 1993 : création de l'Université de La Rochelle.
- 28 mars 1993 : Surprise, au second tour des élections législatives, c'est le candidat du RPR, Jean-Louis Léonard (pourtant maire de Châtelaillon-Plage, dans la seconde circonscription) qui l'emporte avec 52,7 %. Michel Crépeau, député de la première circonscription depuis 1973 est battu.
- 1994 : déplacement du port de pêche à Chef de Baie.
- 11 juin 1995 : Fort de sa victoire aux législatives de 1993, Jean-Louis Léonard quitte sa mairie de Châtelaillon-Plage pour tenter de conquérir celle de La Rochelle, aux mains du radical de gauche, Michel Crépeau, depuis 1971. La liste du RPR est laminée dès le premier tour avec seulement 29,0 % contre 58,0 % à la liste d'union de la gauche.
- 27 février 1996 : l'industrie automobile connaît un épilogue douloureux avec la liquidation judiciaire de Triaxe (ex-Simca, ex-Talbot, ex-Peugeot).
- 1er juin 1997 : Battu en 1993, Michel Crépeau profite de la dissolution voulue par Jacques Chirac pour reconquérir son siège de député de la première circonscription de la Charente-Maritime. Il l'emporte avec 59,7 % des voix contre Françoise Clerc (). Après sa défaite de 1995 aux municipales à La Rochelle, Jean-Louis Léonard, député sortant, ne se représentait pas.
- 9 mars 1998 : inauguration de la médiathèque Michel-Crépeau.
- 23 mars 1999 : Michel Crépeau est victime d'un arrêt cardiaque en pleine séance à l'Assemblée nationale. Il est ranimé par Philippe Douste-Blazy et conduit à l'hôpital.
- 30 mars 1999 : décès de Michel Crépeau à l'hôpital. Il est remplacé à l'Assemblée nationale et à la mairie par Maxime Bono
- 1er janvier 2000 : Etablissement de la Communauté d'Agglomération de la Rochelle, comptant alors 18 communes.
- 2000 : construction à la pointe des Minimes de la réplique du Phare du Bout du Monde de Patagonie.

### XXIesiècle
- 17 mars 2001 : Maxime Bono remporte les élections municipales avec un score plébiscitaire de 67 % dès le premier tour, 10 points de plus que Michel Crépeau en 1995 et est élu maire de La Rochelle.
- 13 juillet 2001 : La Rochelle et Paris sont défaites dans la course aux Jeux olympiques d'été de 2008, c'est Pékin qui est choisie par le CIO.
- Du 21 juillet 2001 au 27 juillet 2001 : la ville accueille les 30e Championnats du monde de Scrabble francophone par paires, remportés par Fabien Fontas et Antonin Michel contre Florian Lévy et Marc Treiber[6].
- 16 juin 2002 : Maxime Bono est réélu député face à Catherine Normandin (UMP) avec 53,0 %.
- 21 décembre 2004 : le port de La Pallice, 8e plus grand port de France, devient un port autonome par décret, et prend l'appellation port autonome de La Rochelle.
- 2 avril 2005 et 3 avril 2005 : La Rochelle accueille les Championnats de France 2005 (minimes, juniors et master) de Hockey subaquatique.
- 6 juillet 2005 : La candidature de Paris pour les Jeux olympiques d'été de 2012 n'est pas retenue par le CIO, c'est Londres qui l'emporte. La Rochelle, partie prenante dans la candidature, n'accueillera donc pas les épreuves olympiques de voile.
- 17 juin 2007 : Maxime Bono est réélu député de la première circonscription de la Charente-Maritime, face à la candidate UMP Dominique Morvant avec 55,1 % des voix.
- 9 mars 2008 : Maxime Bono est réélu Maire de La Rochelle au 1er tour des élections municipales, avec 58,93 % des voix devant Dominique Morvant de l'UMP (24,51 %).
- 28 juin 2013 : Un important incendie ravage plusieurs parties de l’hôtel de ville datant en partie du XVe siècle.
- Lors des Élections municipales françaises de 2014 Jean-François Fountaine devient maire de La Rochelle avec 43,68% des suffrages. En  2020, il conserve son rôle de maire pour 181 voix en battant Olivier Falorni au second tour.